# پادشاه پرش
پادشاه پرش یک بازی پلتفرم در سال ۲۰۱۹ است که توسط نکسیل ساخته شده است. پادشاه پرش در تاریخ ۳ مه ۲۰۱۹ در استیم برای مایکروسافت ویندوز منتشر شد. این بازی برای پلی استیشن ۴ ، نینتندو سوییچ و ایکس باکس وان در ۹ ژوئن ۲۰۲۰ منتشر شد.  در بازی بازیکنان باید از یک نقشه عمودی بالا رفته و با پرش های دقیق از سقوط خودداری کنند.  چندین الحاقیه رایگان برای این بازی از زمان عرضه آن منتشر شده است. 
این بازی به دلیل سختی آن مورد توجه ویروسی قرار گرفت و در استریم های زنده توییچ به نمایش درآمد.  

## گیم پلی
بازیکن، پادشاهی را کنترل می کند که می تواند با پریدن یا راه رفتن حرکت کند و برای شکست دادن بازی باید به بالای یک برج بسیار بلند برسد. پرش‌ها را می‌توان شارژ کرد، که بر میزان حرکت بازیکن در هر بار انجام یک پرش تأثیر می‌گذارد. از دست دادن یک پرش می تواند تنبیه کننده باشد زیرا زمین خوردن می تواند باعث شود که بازیکن بخش قابل توجهی از پیشرفت خود را از دست بدهد و هیچ نقطه بازرسی وجود نداشته باشد. این بازی بازیکنان را تشویق به آزمایش می‌کند و مسیرهای متعددی برای رسیدن به بالای برج و شکست دادن بازی دارد.  علاوه بر این، در بالای برج، یک سیگاری وجود دارد که در ابتدای بازی از طریق گفت و گو مسخره می شود.
علاوه بر بازی اصلی، دو نقشه اضافی با نام‌های نیو بیت‌پلاس و گوست آف د بیب وجود دارد.
موسیقی متن بازی در مجموع دارای ۳۳ آهنگ مختلف است که به مناطق مختلف تعلق دارند. همانطور که پخش کننده به سمت بالای نقشه پیش می رود، این آهنگ ها مکانی را که در حال حاضر در آن هستند همراهی می کنند.
سختی و سبک گیم پلی بازی با کنار آمدن با بنت فادی  مقایسه شده است.   

## طرح
یک سیگاری در بالا وجود دارد، و پادشاه می خواهد به او برسد. برای رسیدن به او، او باید از یک سری از سکوها بپرد.

## پذیرایی
این بازی بیشتر مورد توجه مثبت قرار گرفت. الیور رودریک از سوییچ پلیر به سختی عمدی بازی اشاره کرد، اما آن را واقعاً محکم توصیف کرد.  به طور مشابه، اندرو شاو از دیجیتال فیکس، سختی، موسیقی متن و سبک هنری ۱۶ بیتی پر جنب و جوش و خاطره‌انگیز و جلوه‌های صوتی یکپارچه‌سازی شده بازی را به زیبایی تقلیل‌یافته و کم‌کم تحسین کرد.  دیگر بازبین‌ها از سختی بازی انتقاد داشتند، با اینکه پاول کولت از فینگر‌گانز، احساس می‌کرد که چالش بازی به شانس و نه به مهارت بازیکن واگذار شده است. علی‌رغم اینکه بازی هیچ عنصر شانسی ندارد. 

## همچنین ببینید
- کنار آمدن با بنت فادی
- فقط بالا!

## مراجع
1. ↑  "'Comically vicious vertical platformer' Jump King coming to PS4, Xbox One, and Switch in 2020". Gematsu. February 26, 2020.
2. ↑  "Jump King tactics platformer and Linux | Linux Game News • Jump King tactics platformer and Linux". linuxgamenews.com.
3. ↑  Shaun Prescott (May 6, 2019). "Five new Steam games you probably missed (May 6, 2019)". PC Gamer.
4. ↑  "Jump King Returns To Twitch With New DLC To Make Streamers Suicidal". TheGamer. 14 December 2019. Retrieved 12 March 2022.
5. ↑  "Jump King Becomes Latest Viral Hit With Twitch Streamers". Game Rant. December 29, 2019.
6. ↑  "xQc rages at "broken" Jump King as 4 hour run ends in disaster". Dexerto. August 10, 2021.
7. ↑  "This New Genre Is A Train Wreck In Slow Motion". TheGamer. 17 June 2019.
8. ↑  "Jump King Review". July 31, 2020.
9. ↑  Shaun Prescott (July 9, 2019). "Check out this speedrun of fiendishly tough platformer Jump King". PC Gamer.
10. ↑  "Jump King Review". Switch Player. 16 June 2020.
11. ↑  "Jump King". www.thedigitalfix.com. Archived from the original on 2020-06-28. Retrieved 2022-03-12.
12. ↑  Collett, Paul (8 June 2020). "Jump King Review – Jump Up, Jump Up and Fall Down". Finger Guns.